# 15669 Pshenichner
15669 Pshenichner (tên chỉ định: 1974 ST1) là một tiểu hành tinh vành đai chính. Nó được phát hiện bởi Lyudmila Chernykh ở Đài vật lý thiên văn Crimean gần Nauchnyj, Ukraine, ngày 19 tháng 9 năm 1974. Nó được đặt theo tên Boris Grigor'evich Pshenichner, a Russian space educator.